# Lac Cherrier
Pour les articles homonymes, voir Cherrier.
Le lac Cherrier est un plan d'eau douce, dans la partie Nord-Est du territoire de Senneterre (ville), dans la municipalité régionale de comté (MRC) de La Vallée-de-l'Or, dans la région administrative du Abitibi-Témiscamingue, dans la province de Québec, au Canada.
Le lac Cherrier est situé dans le canton de Mesplet et de Cherrier. La foresterie constitue la principale activité économique du secteur. Les activités récréotouristiques arrivent en second.
Le bassin versant du lac Cherrier est accessible grâce à une route forestière (sens Nord-Sud) qui passe sur le côté Est de la vallée de la rivière Saint-Cyr Sud ; en sus, une autre route forestière (sens Est-Ouest) dessert le Nord de la Réserve de biodiversité du Lac Saint-Cyr.
La surface du lac Cherrier est habituellement gelée du début novembre à la mi-mai, toutefois la circulation sécuritaire sur la glace se fait généralement de la mi-novembre à la mi-avril.

## Géographie
Le lac Cherrier comporte une longueur totale de 10,3 km et une largeur maximale de 2,4 km dans sa partie Nord. Du côté Nord ce lac compte une grande zone de marais. La surface de ce lac est une altitude : 393 m comme les autres plans d’eau environnants. Le lac Cherrier est alimenté du côté Nord par la « passe Mesplet » et du côté Sud par une décharge drainant deux lacs non identifiés.
Ce lac comporte une forme atypique formant un grand U inversé auquel chaque branche du U devient un émissaire distinct du côté Est du lac. Le premier émissaire du lac Cherrier se lie à la rivière Saint-Cyr Sud et l’autre à 7,5 km en aval sur cette même rivière. Ces deux émissaires forment une île d’une longueur de 8,9 km par 3,6 km en largeur. Cette île s’allonge en parallèle, du côté Est à la rivière rivière Saint-Cyr Sud (venant du Nord).
L'embouchure de l’émissaire Sud du lac Cherrier est localisée sur la rive Est du lac, soit à :
- 5,1 km au Nord de la confluence de la rivière Saint-Cyr Sud avec la rivière Mégiscane ;
- 16,7 km au Nord-Est de l’embouchure du lac Mégiscane lequel est traversé par la rivière Mégiscane ;
- 103,4 km au Nord-Est de l’embouchure de la rivière Mégiscane (confluence avec le lac Parent (Abitibi) ;
- 372 km au Sud-Est de l’embouchure de la rivière Nottaway (confluence avec la Baie de Rupert) ;
- 61,0 km au Sud-Ouest du centre du village de Obedjiwan ;
- 101,7 km à l’Est du centre du village de Lebel-sur-Quévillon[1].

Les principaux bassins versants voisins du lac Cherrier sont :
- côté nord : lac Mesplet, lac Saint-Cyr (rivière Saint-Cyr Sud), rivière Saint-Cyr Sud, lac Barry (rivière Saint-Cyr Sud) ;
- côté est : lac Saint-Cyr (rivière Saint-Cyr Sud), rivière Saint-Cyr Sud, ruisseau Berthelot, ruisseau Plamondon (réservoir Gouin), rivière Pascagama, réservoir Gouin ;
- côté sud : rivière Saint-Cyr Sud, lac Canusio, lac Mégiscane, rivière Mégiscane, rivière Kekek ;
- côté ouest : rivière Closse, rivière Macho, rivière Wetetnagami, rivière Mégiscane.

## Toponymie
L’hydronyme « lac Cherrier » est lié à celui du canton de Cherrier.
Cet hydronyme évoque l’œuvre de vie de Côme-Séraphin Cherrier (Repentigny, 1798 - Montréal, 1885) qui est reconnu comme une personne d'une nature exceptionnelle, au dire même du premier ministre canadien, sir Wilfrid Laurier. Ayant exercé comme avocat de 1822 à 1860, il plaida des causes célèbres, notamment celle où il représentait les seigneurs dans leurs réclamations en indemnités, à l'occasion de l'abolition du régime seigneurial en 1854. Bâtonnier du Barreau de Montréal (1855-1856), il fut aussi professeur titulaire et doyen de la Faculté de droit de l'Université Laval à Montréal (1878-1885), député du comté de Montréal (1834-1838), membre et ténor du Parti patriote emprisonné pendant trois mois au cours des événements de 1837-1838, opposé à l'Union et à la Confédération. Président de la Société Saint-Jean-Baptiste de Montréal en 1852-1853 et philanthrope, il fut décoré de l'Ordre de Saint-Grégoire-le-Grand.
Le toponyme "lac Cherrier" a été officialisé le 5 décembre 1968 par la Commission de toponymie du Québec, soit lors de sa création.